# Козик, Леонид Петрович
Леонид Петрович Козик (бел. Леанід Пятровіч Козік; 13 июля 1948, Борисов, Минская область, Белорусская ССР, СССР — 5 августа 2023) — белорусский государственный и профсоюзный деятель. Депутат Верховного Совета Республики Беларусь XII созыва (1990—1995), депутат Палаты представителей Национального собрания III созыва (2004—2008), 3-й председатель Федерации профсоюзов Беларуси (2002—2014). Кандидат экономических наук (1997).

## Биография
С 1966 по 1976 год работал на различных должностях на Борисовском заводе автотракторного электрооборудования, в том числе и секретарем комитета ВЛКСМ. С 1976 по 1977 год — помощник прокурора Борисова. С 1977 по 1985 год — председатель профсоюзного комитета на Борисовском заводе автотракторного электрооборудования. С 1985 по 1992 год — директор Борисовской швейной фабрики.
Окончил Белорусский государственный университет (1977) и Белорусский государственный институт народного хозяйства (1989).
С 1990 по 1995 год являлся депутатом Верховного Совета и возглавлял комиссию по экономической реформе, достижению экономической самостоятельности и суверенитета республики. С 1998 по 2001 год — заместитель председателя Совета министров Белоруссии. С 2001 по 2002 год — заместитель главы Администрации президента Республики Беларусь. С 2004 по 2008 год являлся депутатом Палаты представителей Национального собрания Республики Беларусь III созыва от Борисовского сельского округа.
В 2002 году был избран 3-м председателем Федерации профсоюзов Беларуси, сменив на этом посту Франца Витко. На посту председателя ФПБ, в 2010 году, в преддверии президентских выборов, Леонид Козик, от имени профсоюзов, поддержал Александра Лукашенко и заявил о готовности сбора подписей в поддержку выдвижения Лукашенко в президенты.
25 сентября 2014 года подал в отставку с поста председателя ФПБ. После того, как Совет ФПБ принял отставку Козика, на должности председателя ФПБ его сменил Михаил Орда.
Скончался 5 августа 2023 года.

## Награды
- Грамота Содружества Независимых Государств (16 марта 2001 года) — за многолетнюю и плодотворную работу в органах СНГ[11].
- Грамота Содружества Независимых Государств (1 июня 2001 года) — за многолетнюю и плодотворную работу в органах Содружества Независимых Государств[12].